# Crupies
Crupies település Franciaországban, Drôme megyében. Lakosainak száma 97 fő (2022. január 1.). Crupies Bourdeaux, Bouvières, Orcinas és Vesc községekkel határos.

## Népesség
A település népességének változása:
| Lakosok száma | 80   | 86   | 79   | 93   | 92   | 95   | 100  | 100  | 100  | 97   |
|               | 1968 | 1982 | 1990 | 2006 | 2013 | 2015 | 2017 | 2019 | 2020 | 2022 |